# Udo Markus Bentz
Udo Marcus Bentz (Rülzheim, 1967. március 3. –) német katolikus prelátus, a Paderborni főegyházmegye metropolita érseke. 2015 és 2023 között segédpüspök volt a Mainzi egyházmegyében.

## Élete
Udo Marcus Bentz 1967. március 3-án született. 1986 és 1988 között bankárnak tanult. 1988-ban beiratkozott a Mainzi Egyházmegyei Szemináriumba, majd teológiát és filozófiát tanult a Mainzi Egyetemen és az Innsbrucki Egyetemen. 1994-ben diakónussá szentelték, szakmai gyakorlatát Griesheimben töltötte. Karl Lehmann püspök 1995. július 1-jén szentelte pappá a Mainzi egyházmegyében.
1995. és 1998. között káplánként dolgozott a Szent Péter-székesegyházban és a wormsi Szent Márton-plébánián. A következő négy évet személyi titkárként töltötte Lehmann személyi titkáraként. További tanulmányok után 2007-ben csatlakozott Albert Raffelt tanítványaihoz a freiburgi Albert-Ludwigs Egyetemen, ahol teológiai és történelmi doktorátust szerzett. Disszertációját 2008-ban Karl Rahner-díjjal jutalmazta az Innsbrucki Egyetem. Lelkipásztori tevékenységet folytatott a sprendlingeni Szent Mihály-plébánián (2002–2004) és a mainz-gonsenheimi Canisius Szent Péter-plébánián (2004–2007). 2007-től a Mainzi Egyházmegyei Szeminárium rektora volt. 2011-ben a mainzi püspök kinevezte a lelki szolgálatra. 2013-ban Bentzet a Német Rektori Tanács elnökévé választották. Az egyházmegyei szemináriumokban való tanítás mellett 2014-ben kezdett tanítani az egyházmegye pásztorainak és lelkipásztori asszisztenseinek szemináriumaiban.
2015. július 15-én Ferenc pápa mainzi segédpüspökké nevezte ki. Püspökké Karl-Josef Rauber bíboros szentelte szeptember 20-án.
2023. december 9-én Ferenc pápa Paderborn metropolita érsekévé nevezte ki.

## Fordítás
Ez a szócikk részben vagy egészben  az   Udo Markus Bentz című angol Wikipédia-szócikk fordításán alapul.  Az eredeti cikk szerkesztőit annak laptörténete sorolja fel. Ez a jelzés csupán a megfogalmazás eredetét és a szerzői jogokat jelzi, nem szolgál a cikkben szereplő információk forrásmegjelöléseként.